# 科克倫 (明尼蘇達州)
科克倫（英語：Corcoran）是一個位於美國明尼蘇達州亨內平縣的城市。

## 人口
根據2020年美國人口普查的數據，科克倫的面積為93.45平方千米，當中陸地面積為92.72平方千米，而水域面積為0.72平方千米。當地共有人口6185人，而人口密度為每平方千米66人。